# Lulu Qian
Lulu Qian é uma bioquímica e bióloga molecular chinesa, professora de bioengenharia no Instituto de Tecnologia da Califórnia (Caltech).
Obteve um bacharelado em engenharia biomédica na Universidade do Sudoeste da China em 2002 e um doutorado em bioquímica e biologia molecular na Universidade Jiao Tong de Xangai em 2007, orientada por Lin He.
Recebeu o Prêmio de Nanotecnologia Feynman (Experimental) de 2019.